# Bluebird Cargo
Bluebird Cargo (mã IATA = BF, mã ICAO = BBD) là hãng hàng không vận chuyển hàng hóa của Iceland, trụ sở ở Reykjavík. Hãng có dịch vụ vận chuyển hàng hóa giữa Iceland và châu Âu theo hợp đồng thường xuyên cũng như chở hàng hóa thuê bao từng chuyến. Căn cứ chính của hãng ở Sân bay quốc tế Keflavík, và căn cứ khác ở Sân bay Köln Bonn

## Lịch sử
Bluebird Cargo được một nhóm các nhà đầu tư trong ngành hàng không Iceland thành lập năm 2000 và bắt đầu hoạt động từ tháng 3/2001 với các chuyến bay chở hàng hóa hàng ngày giữa Iceland, Vương quốc Anh và Đức bằng 1 máy bay Boeing 737-300. Hãng do Icelandair Group hoàn toàn làm chủ  và có 63 mhân viên.

## Các nơi đến
Các nơi đến thường xuyên (tháng 11.2007): 
- Bỉ
  - Liège
- Pháp
  - Rennes
- Đức
  - Köln/Bonn
  - Leipzig/Halle
- Iceland
  - Reykjavík
- Ireland
  - Cork

## Đội máy bay
(Tháng 11/2007) :
- 4 Boeing 737-300F
- 2 Boeing 737-400F